# Canadian Hydrogen Intensity Mapping Experiment

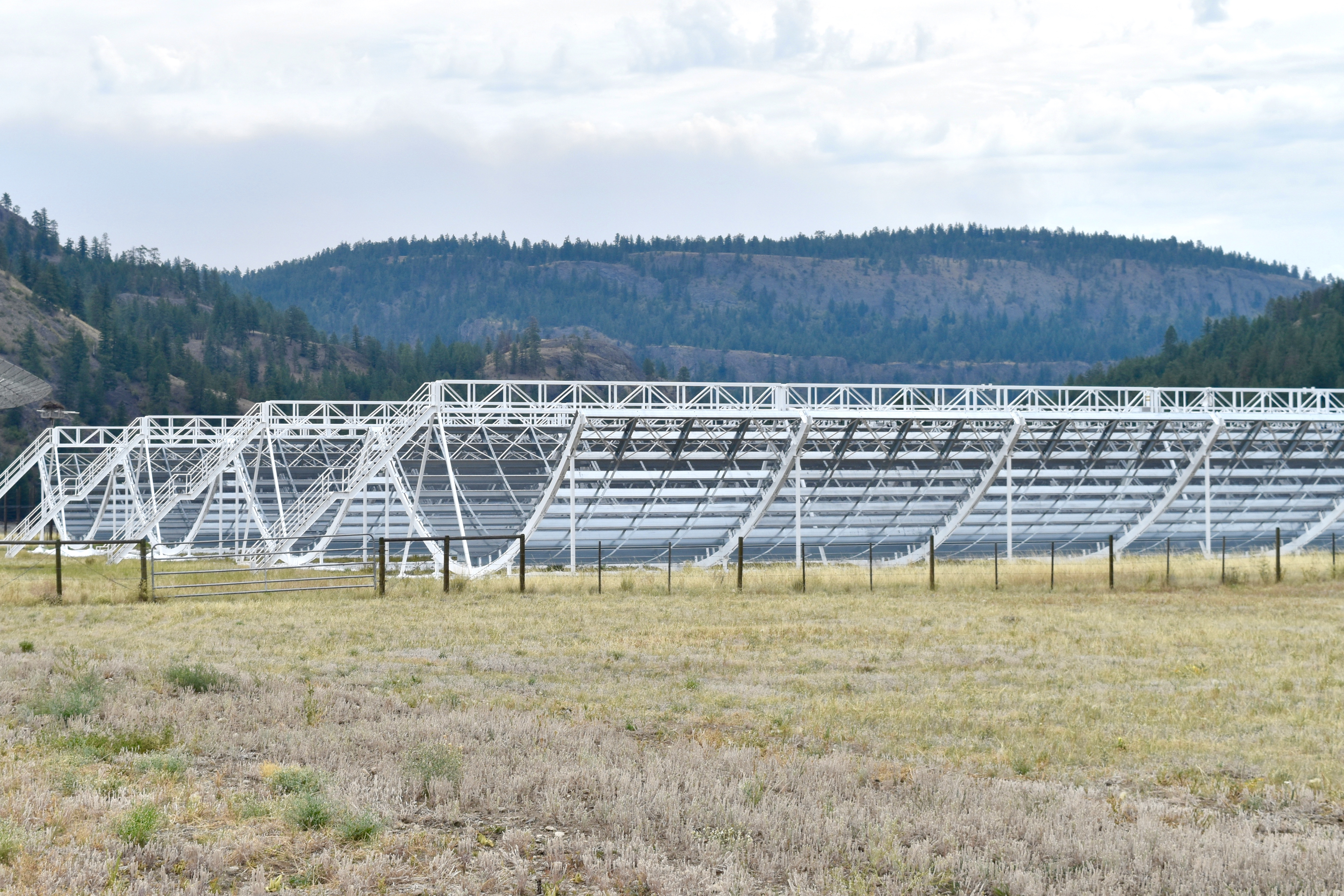
Radiotelescopio CHIME

Il Canadian Hydrogen Intensity Mapping Experiment (CHIME) è un radiotelescopio interferometrico situato presso il Dominion Radio Astrophysical Observatory (DRAO) nella Columbia Britannica, in Canada. Consta di quattro semi-cilindri di 100 x 20 metri su cui sono installati 1024 ricevitori radio a doppia polarizzazione sensibili alle frequenze tra 400-800 MHz . Lo scopo principale del progetto è approfondire la conoscenza cosmologica della struttura dell'universo giovane, dell'energia oscura e del modello standard Lambda-CDM, che meglio riproduce le osservazioni della cosmologia a seguito del Big Bang. Il telescopio è stato inaugurato il 7 settembre 2017.

## Risultati scientifici
- Il 28 aprile 2020 il CHIME ha rilevato delle forti emissioni radio dalla magnetar SGR 1935+2154, ritenute da lampo radio veloce, per la prima volta affiancate da lampi gamma e lampi di raggi x.[3]